# Polarón
Un polarón es una cuasipartícula compuesta por un electrón y un campo de deformaciones asociado. Cuando un electrón se mueve lentamente por el interior de un cristal puede producir una deformación en la red cristalina que lo rodea al interaccionar con los átomos próximos. Esta deformación se liga al electrón que la ha creado, y se desplaza junto a él a través de la red, dando lugar a un polarón.

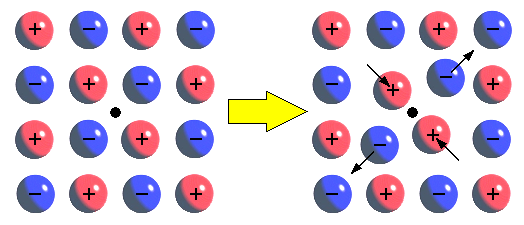
Fig. 1: Representación artística de un polarón. El electrón (círculo negro) atrae los iones cargados positivamente, y repele a los cargados negativamente, provocando una deformación de la red cristalina en sus cercanías.

Los polarones se dan principalmente en cristales iónicos, donde la interacción entre los electrones y los iones de la red es grande (interacción coulombiana). En estos casos la deformación de la red produce una polarización local de la misma, de ahí su nombre. La presencia de polarones en cristales covalentes es mucho menor, dado que la interacción entre electrones y átomos neutros es mucho más débil, y por consiguiente son más difíciles de formar.
Los polarones pueden concebirse como un electrón interactuando con una nube de fonones a la que arrastra en su movimiento. Como consecuencia, la masa efectiva del electrón parece aumentar, reduciendo así su movilidad.
Normalmente se habla de dos tipos de polarones. En los polarones grandes la interacción entre el electrón y la red no es muy elevada, de forma que el incremento de masa efectiva no es muy grande y pueden desplazarse por la red. En los polarones pequeños la interacción es muy fuerte y el electrón se pasa la mayor parte del tiempo ligado a un ion de la red, ya que carece de la energía necesaria para atravesar la barrera de potencial que separa los iones contiguos. En este caso el desplazamiento de una posición de la red a otra se produce, bien por activación térmica, cuando la temperatura es elevada, o bien por efecto túnel, cuando la temperatura es baja.
Los polarones son cuasipartículas de tipo fermiónico, por lo que tienen espín semientero. Dos polarones pueden interactuar entre sí dando lugar a un nuevo estado ligado conocido como bipolarón. Cuando los dos polarones que forman el bipolarón interactúan fuertemente entre sí, el bipolarón adquiere carácter bosónico, y presenta pues espín entero.

## Teoría
L. D. Landau y S. I. Pekar sentaron las bases de la teoría de los polarones. Una carga situada en un medio polarizable se verá apantallada. La teoría de los dieléctricos describe el fenómeno de la inducción de una polarización alrededor de una carga. La polarización inducida seguirá la carga cuando ésta se mueva a través del medio. La carga, junto con la polarización inducida, se considera como una única entidad, a la que se denomina polarón.
El prototipo de polarón es un electrón de conducción moviéndose a través de un cristal iónico o un semiconductor polar. Herbert Fröhlich propuso un modelo de hamiltoniano (hamiltoniano de Frölich) para este tipo de polarones, cuya dinámica es tratada por medio de la mecánica cuántica.